# Dominio e codominio
In matematica il dominio e il codominio di una funzione sono gli insiemi su cui essa è definita. Una funzione, infatti, è una relazione che associa a ogni elemento del dominio uno e un solo elemento del codominio.

## Definizione di funzione
In matematica una funzione è il dato di tre oggetti: un dominio {\displaystyle X}, un codominio {\displaystyle Y} e una legge {\displaystyle x\mapsto f(x)} che associa ad ogni elemento {\displaystyle x} di {\displaystyle X} uno e un solo elemento di {\displaystyle Y} che viene indicato {\displaystyle f(x)}. Una funzione viene definita indicando tutti e tre questi oggetti, che vengono raccolti nella notazione
{\displaystyle {\begin{array}{ccc}f\colon &X&\to &Y\\&x&\mapsto &f(x)\end{array}}}
o nella notazione equivalente
{\displaystyle f\colon X\to Y,\quad x\mapsto f(x).}
È importante notare che il dominio e il codominio devono essere definiti prima della legge di applicazione, e che tutti assieme questi oggetti definiscono una funzione. In particolare, senza indicare il dominio e il codominio non può essere definita alcuna funzione.
Ad esempio, per ogni insieme {\displaystyle S} è ben definita una funzione identità su {\displaystyle S}, con dominio {\displaystyle S}, codominio {\displaystyle S} e legge di applicazione {\displaystyle x\mapsto x}:
{\displaystyle {\text{id}}_{S}\colon S\to S,\quad x\mapsto x.}
Omettendo dominio e codominio, la sola legge di applicazione {\displaystyle x\mapsto x} non è ben definita e non definisce alcuna funzione.

## Insieme di definizione
In alcuni contesti si usa sottintendere il dominio e il codominio di una funzione reale di variabile reale (cioè con dominio e codominio contenuti nell'insieme dei numeri reali) quando il dominio è pari all'insieme di definizione della funzione e il codominio è l'intero insieme dei numeri reali.
Ad esempio,
nell'ambito delle funzioni reali di variabile reale, {\displaystyle f\colon x\mapsto x^{2}} potrebbe sottintendere un dominio {\displaystyle \mathbb {R} } e un codominio {\displaystyle \mathbb {R} };
{\displaystyle f\colon \mathbb {R} ^{+}\to \mathbb {R} ^{+},\quad x\mapsto x^{2}} ha certamente dominio {\displaystyle \mathbb {R} ^{+}} e codominio {\displaystyle \mathbb {R} ^{+}};
{\displaystyle f\colon \mathbb {C} \to \mathbb {C} ,\quad x\mapsto x^{2}} ha certamente dominio {\displaystyle \mathbb {C} } e codominio {\displaystyle \mathbb {C} }.
Dunque nel sottintendere dominio e codominio, ci si limita a sottoinsiemi dei numeri reali e si rinuncia a studiare le proprietà di una funzione (come iniettività, suriettività, morfismo).

## Insieme delle immagini

rappresenta il codominio della funzione ; l'insieme denotato con, che è sempre incluso in, è invece l'immagine di.

Come il dominio, anche il codominio è parte integrante della definizione di funzione e senza di esso non è possibile definire una legge di applicazione.
Da un punto di vista puramente computazionale, ossia se ci si interessa alle sole immagini {\displaystyle f(x)} dei singoli elementi del dominio, si considera il solo insieme delle immagini, o immagine {\displaystyle f(X)=\{f(x)\mid x\in X\}}, che è un sottoinsieme del codominio.
È sempre possibile definire una nuova funzione
{\displaystyle {\tilde {f}}\colon X\to f(X),\quad x\mapsto f(x),}
che è talvolta identificata con la funzione stessa, pur avendo diverse proprietà (come suriettività o morfismo).
Ad esempio, nel calcolo di {\displaystyle f(1)={\tilde {f}}(1)} vengono identificate le due funzioni
{\displaystyle f\colon \mathbb {R} \to \mathbb {R} ,\quad x\mapsto e^{x}}
{\displaystyle {\tilde {f}}\colon \mathbb {R} \to \mathbb {R} _{0}^{+},\quad x\mapsto e^{x}}
anche se solo la seconda è un isomorfismo tra il gruppo {\displaystyle (\mathbb {R} ,+)} e il gruppo {\displaystyle (\mathbb {R} _{0}^{+},\cdot )}.

## In analisi complessa
In analisi complessa con dominio solitamente si indica un sottoinsieme aperto e connesso di {\displaystyle \mathbb {C} ^{n}}.

## Topologia
In topologia per dominio si intende la chiusura di un insieme aperto. Inoltre, se il suddetto aperto manifesta la proprietà della connessione, anche il dominio può dirsi connesso.